# NGC 642
NGC 642 je galaksija u zviježđu Kipar.

## Vanjske poveznice
- SEDS: NGC 0642